# 中日韓聶衛平杯囲碁マスターズ
中日韓聶衛平杯囲碁マスターズ、ちゅうにちかん じょうえいへいはい いごマスターズ、中日韩围棋大师邀请赛、녜웨이핑배 바둑마스터스）は、各国の囲碁棋士を招待して行われる棋戦。2019年から中国、日本、韓国の棋士により開催。第1回は招待棋士による個人戦、第2-3回は3カ国による団体戦。第4回は中国、日本、韓国、中華台北の16名の若手棋士による聶衛平杯囲碁ユースマスターズ（中日韩聂卫平杯围棋青年大师赛）として開催。第5回からは中国、日本、韓国の40歳以上と20歳以下の棋士による中日韓聶衛平杯囲碁マスターズ（中日韩聂卫平杯围棋大师赛）として開催。
- 主催 中国囲棋協会、成都市体育局、(3回-)成都市青羊区人民政府
- 共催 成都棋院、(3回-)四川省囲棋協会、成都市青羊区文化体育和旅遊局
- 協賛 懿錦控股有限公司独家
- 特別協賛 四川富潤臻潤醤酒
- 実行 (2回-)四川省囲棋協会、成都棋院、(3回-)成都市青羊区文化体育和旅遊局
- 協力 (2回-)成都市棋類運動協会、貴州仁懐・聶聖・醤酒、(3回)草堂棋社、(4回)成都杜甫草堂博物館
- 優勝賞金 (1回)20万元、(2回)35万元、(3回)45万元、(4-5回)25万元、(6回)20万元

## 結果

### 第1回
2019年3月23-24日に、中国成都市で、中国、日本、韓国の8名の棋士によって行われた。

- 1回戦 小林光一 - 王汝南、馬暁春 - 徐奉洙、聶衛平 - 武宮正樹、劉昌赫 - 宋雪林
- 準決勝 小林光一 - 馬暁春、聶衛平 - 劉昌赫
- 3位決定戦 劉昌赫 - 馬暁春
- 決勝戦 小林光一 - 聶衛平

### 第2回
2020年12月21-23日に成都市で、中国、日本、韓国の各4人ずつによる団体戦で行われた。

- 第1戦 中国（聶衛平○、常昊○、古力○、呉依銘○） 4-0 日本（武宮正樹×、山下敬吾×、河野臨×、上野梨紗×）
- 第2戦 韓国（曺薫鉉○、李昌鎬○、尹畯相○、鄭有珍○） 4-0 日本（武宮正樹×、山下敬吾×、河野臨×、上野梨紗×）
- 第3戦 韓国（曺薫鉉○、李昌鎬×、尹畯相×、鄭有珍○:主将勝） 2-2 中国（聶衛平×、常昊○、古力○、呉依銘×）

（1位:韓国、2位:中国、3位:日本）

### 第3回
2021年10月30-11月1日に、中国、日本、韓国の各5人ずつによる団体戦として、ネット対局で行われた。

- 第1戦 日本（武宮正樹○、山下敬吾○、河野臨×、青木喜久代○、福岡航太郎○） 4-1 中国（聶衛平×、常昊×、古力○、張璇×、屠暁宇×）
- 第2戦 日本（武宮正樹○、山下敬吾○、河野臨×、青木喜久代○、福岡航太郎○） 4-1 韓国（曺薫鉉×、李昌鎬×、趙漢乗×、李晶媛×、文敏鍾×）
- 第3戦 韓国（曺薫鉉○、李昌鎬○、趙漢乗○、李晶媛×、文敏鍾×） 3-2 中国（聶衛平×、常昊×、古力×、張璇○、屠暁宇○）

（1位:日本、2位:韓国、3位:中国）

### 第4回
2022年に開催。中国、日本、韓国、台湾の16名の招待選手により、1、2回戦は8月27日にネット対局、準決勝からは11月7日に成都市の杜甫草堂博物館で行われた。

| 1回戦 - 屠暁宇（中国） - 権孝珍（韓国） - 文敏鍾（韓国） - 王春暉（中国） - 李昊潼（中国） - 李沇（韓国） - 鄭載想（中国） - 徐靖恩（中華台北） - 王星昊（中国） - 賴均輔（中華台北） - 金禹丞（中国） - 福岡航太朗（日本） - 張柏清（中国） - 酒井佑規（日本） - 周泓余（中国） - 三浦太郎（日本） | 2回戦 - 屠暁宇 - 文敏鍾 - 李昊潼 - 鄭載想 - 王星昊 - 金禹丞 - 張柏清 - 周泓余 | 準決勝 - 屠暁宇 - 李昊潼 - 王星昊 - 張柏清 3位決定戦 - 李昊潼 - 張柏清 決勝戦 - 屠暁宇 - 王星昊 |

### 第5回
2023年に開催。10月14-15日に成都市で行われた。中国、日本、韓国の招待選手により、中年の部（40歳以上）と青年の部（20歳以下）各8名のトーナメントを行い、1位同士で決勝戦を行った、

| 青年組1回戦 - 王星昊 - 文敏鍾 - 福岡航太朗 - 李昊潼 - 酒井佑規 - 金禹丞 - 韓友賑 - 屠暁宇 | 青年組2回戦 - 王星昊 - 福岡航太朗 - 酒井佑規 - 韓友賑 | 青年組決勝 - 王星昊 - 酒井佑規 |

| 中年組1回戦 - 孔傑 - 王立誠 - 李昌鎬 - 小林光一 - 古力 - 小林覚 - 羅洗河 - 劉昌赫 | 中年組2回戦 - 孔傑 - 李昌鎬 - 古力 - 羅洗河 | 中年組決勝 - 孔傑 - 古力 |

決勝戦
- 王星昊 - 孔傑

### 第6回
2024年に開催。11月16-17日に成都市で行われた。中国、日本、韓国の招待選手により、中年の部（40歳以上）と青年の部（20歳以下）各8名のトーナメントを行い、1位同士で決勝戦を行った、

| 青年組1回戦 - 王星昊 - 福岡航太朗 - 鄭載想 - 酒井佑規 - 韓友賑 - 朱彦臻 - 王楚軒 - 金昇珍 | 青年組2回戦 - 王星昊 - 鄭載想 - 韓友賑 - 王楚軒 | 青年組決勝 - 王星昊 - 韓友賑 |

| 中年組1回戦 - 胡耀宇 - 山下敬吾 - 睦鎮碩 - 羅洗河 - 古力 - 高尾紳路 - 周鶴洋 - 李昌鎬 | 中年組2回戦 - 胡耀宇 - 睦鎮碩 - 古力 - 周鶴洋 | 中年組決勝 - 胡耀宇 - 古力 |

決勝戦
- 胡耀宇 - 王星昊

## 注
1. ↑  新浪体育「聂卫平杯大师赛小林光一夺冠 聂卫平屈居亚军」2019.3.24
2. ↑  新浪体育「聂卫平杯大师赛棋圣憾负老对手 曹薰铉助韩国夺冠」2020.12.23
3. ↑  新浪体育「聂卫平杯大师赛中国负韩国排名垫底 日本夺冠」2021.11.1
4. ↑  日本棋院「日本優勝！【2021第3回中日韓聶衛平杯囲碁マスターズ】」2021.11.1
5. ↑  新浪体育「聂卫平杯杜甫草堂收官 屠晓宇战胜王星昊夺冠」2022.11.7
6. ↑  日本棋院「日本勢は1回戦で敗退【2022年第4回聶衛平杯囲碁ユースマスターズ】」2022.8.27
7. ↑  韓国棋院「문민종, 녜웨이핑배 4강 진출 실패」2022.8.27
8. ↑  弈城围棋「第五届中日韩聂卫平杯围棋大师赛王星昊夺冠 孔杰获亚军」2023.10.15
9. ↑  棋道web「酒井、決勝進出ならず【日中韓聶衛平杯囲碁マスターズ】」2023.10.17
10. ↑  韓国棋院「녜웨이핑배, 중국 왕싱하오 첫 우승」2023.10.15
11. ↑  新浪财经「中日韩聂卫平杯围棋大师赛收官 胡耀宇夺冠」2024.11.17
12. ↑  日本棋院「日本勢、1回戦で敗退【2024年第6回日中聶衛平杯囲碁マスターズ】」2024.11.16
13. ↑  韓国棋院「녜웨이핑배, 중국 후야오위 우승」2024.11.18